# Starting Time
| Recensione | Giudizio |
| ---------- | -------- |
| AllMusic   | [ 1 ]    |

Starting Time è un album discografico di Clifford Jordan, pubblicato dall'etichetta discografica Jazzland Records nel 1961.

## Tracce
Lato A
1. Sunrise in Mexico – 5:58 (Kenny Dorham)
2. Extempore – 5:15 (Clifford Jordan)
3. Down Through the Years – 4:45 (Clifford Jordan)
4. Quittin' Time – 4:40 (Clifford Jordan)

Lato B
1. One Flight Down – 4:43 (Cedar Walton)
2. Windmill – 3:52 (Kenny Dorham)
3. Don't You Know I Care – 4:55 (Duke Ellington, Mack David)
4. Mosaic – 4:56 (Cedar Walton)

## Musicisti
- Clifford Jordan - sassofono tenore
- Kenny Dorham - tromba
- Cedar Walton - pianoforte
- Wilbur Ware - contrabbasso
- Albert Heath - batteria

Note aggiuntive
- Orrin Keepnews - produttore
- Registrazioni (e masterizzazione) effettuate al Plaza Sound Studios di New York il 14 e 15 giugno 1961
- Ray Fowler - ingegnere delle registrazioni
- Ken Deardoff - design album
- Steve Schapiro - fotografie retrocopertina LP (di Cedar Walton)
- Lawrence Shustak - fotografie retrocopertina LP (di Clifford Jordan e Kenny Dorham)[2]